# Кумбаль (город)
Кумбаль (исп. Cumbal) — город и муниципалитет на юго-западе Колумбии, на территории департамента Нариньо. Входит в состав провинции Обандо.

## История
Поселение, из которого позднее вырос город, было основано касиком Кумбе в 1529 году. Муниципалитет Кумбаль был выделен в отдельную административную единицу в 1925 году.

## Географическое положение

Муниципалитет Кумбаль

Город расположен в южной части департамента, в горной местности Центральной Кордильеры, к юго-востоку от вулкана Кумбаль, на расстоянии приблизительно 62 километров к юго-западу от города Пасто, административного центра департамента. Абсолютная высота — 3127 метров над уровнем моря.
Муниципалитет Кумбаль граничит на северо-западе и западе с территорией муниципалитета Рикаурте, на севере — с муниципалитетом Мальяма, на северо-востоке — с муниципалитетом Гуачукаль, на востоке — с муниципалитетом Куаспуд, на юге — с территорией Эквадора. Площадь муниципалитета составляет 677 км².

## Население
По данным Национального административного департамента статистики Колумбии, совокупная численность населения города и муниципалитета в 2015 году составляла 37 635 человека.
Динамика численности населения муниципалитета по годам:
| 2005   | 2006   | 2007   | 2008   | 2009   | 2010   | 2011   | 2012   | 2013   | 2014   | 2015   |
| ------ | ------ | ------ | ------ | ------ | ------ | ------ | ------ | ------ | ------ | ------ |
| 30 996 | 31 580 | 32 221 | 32 863 | 33 531 | 34 186 | 34 858 | 35 540 | 36 224 | 36 926 | 37 635 |

Согласно данным переписи 2005 года мужчины составляли 49,7 % от населения Кумбаля, женщины — соответственно 50,3 %. В расовом отношении индейцы составляли 93 % от населения города; белые и метисы — 7 %.
Уровень грамотности среди всего населения составлял 89 %.

## Экономика
Основу экономики Кумбаля составляют сельское хозяйство, туризм, текстильная промышленность и добыча полезных ископаемых.
79,2 % от общего числа городских и муниципальных предприятий составляют предприятия торговой сферы, 10,4 % — предприятия сферы обслуживания, 9,8 % — промышленные предприятия, 0,6 % — предприятия иных отраслей экономики.

## Транспорт
Через город проходит национальное шоссе № 17 (исп. Ruta Nacional 17).